# Kamtsjatka (rivier)
De Kamtsjatka (Russisch: Камчатка), in de bovenloop Ozjornaja Kamtsjatka (Озёрная Камчатка) genoemd, is met zijn 758 kilometer lengte de langste rivier van het gelijknamige schiereiland in het Russische Verre Oosten. De rivier ligt op het grondgebied van de Russische kraj Kamtsjatka.
De rivier ontspringt in het zuiden van het Centraal Gebergte en stroomt van daar uit in noordoostelijke richting, tussen het Centraal Gebergte en het Oostelijk Gebergte. In de bovenloop tot de instroom van de rivier de Pravaja Kamtsjatka wordt de rivier Ozjornaja Kamtsjatka genoemd. Vanaf deze plek loopt de hoofdweg Petropavlovsk-Kamtsjatski - Oest-Kamtsjatsk langs de rivier. In de bovenloop heeft de rivier het karakter van een bergrivier met vele stroomversnellingen en drempels. In de middenloop stroomt de rivier het Laagland van Centraal-Kamtsjatka binnen en verandert naar een sterk vlechtende rivier met op sommige plaatsen meerdere lopen. In de benedenloop bereikt de rivier de vulkaan Kljoetsjevskaja Sopka en verandert vervolgens haar loop naar het oosten en doorkruist het Koemrotsjgebergte. Iets oostelijker mondt ze ten slotte uit nabij Oest-Kamtsjatsk in een grote delta met meerdere stromen, die van elkaar worden gescheiden door zandige landtongen met veel kiezels. De opbouw van de delta verandert voortdurend over de loop van de tijd. Aan noordoostzijde van de monding bevindt zich het Nerpitsjemeer, dat verbonden is met de rivier door een nauw kanaal. De rivier stroomt uit in de Golf van Kamtsjatka van de Beringzee.
De rivier is zeer rijk aan vis, waaronder veel chinookzalm, rode zalm en chumzalm, die zowel door amateurvissers als door beroepsvissers worden gevangen. De rivier is populair bij toeristen voor het maken van tochten.
De rivier telt vele zijrivieren, waarvan de grootste de Andrianovka, Kensol, Kitilgina, Kozyrevka, Oerts en de Zjoepanka zijn.
- Gemeinsame Normdatei: 4029453-5
- Nationale Bibliotheek van Tsjechië: ge156495
- Nationale Bibliotheek van Israël: 987007577156905171